# Abdiso bar Berika
Abdiso bar Berika (siríac: ܥܒܕܝܫܘܥ ܕܨܘܒܐ) (Nísibis, c. 1250 - ?, 1318) fou un escriptor en siríac, autor de comentaris bíblics, de tractats polèmics contra l'heretgia i d'escrits dogmàtics i legals. També va escriure textos en mètrica, entre els quals hi ha un catàleg d'autors que té molta importància per a la història de la literatura siríaca.